# 锡尼-阿沃内
锡尼-阿沃内（法語：Signy-Avenex，法語發音：[siɲi avnɛ] ⓘ）是瑞士联邦西部法语区的沃州下设的一个市镇。在行政上属于尼永区管辖。锡尼-阿沃内的总面积为1.93平方公里。截至2010年底，总人口为442。